# The Mayfield Four
I The Mayfield Four (abbreviati in MF4) sono stati un gruppo musicale rock alternativo statunitense, formatosi nel 1996 a Spokane (Washington) e scioltosi nel 2002.

## Storia del gruppo

### Primi anni eFallout(1996-1998)
I Mayfield Four nascono a metà del 1996 a Spokane da quattro amici d'infanzia che condividevano lo stesso amore per la musica e le esibizioni canore. I componenti erano Myles Kennedy (voce e chitarra solista), Craig Johnson (chitarra ritmica), Marty Meisner (basso) e Zia Uddin (batteria). Durante l'autunno del 1996 registrarono il demo Thirty Two Point Five Hours, con cui attirarono l'attenzione di diversi produttori e che fece fioccare parecchie offerte di produzione da parte delle più rinomate etichette discografiche, tra le quali la Epic Records, della quale accettarono l'offerta.
Una volta siglato il contratto con Epic, pubblicarono un EP live intitolato Motion nel tardo 1997. Verso fine maggio dell'anno successivo pubblicarono il loro primo album in studio Fallout. L'album è lodato dalla critica e il gruppo partì per una lunga tournée promozionale di 15 mesi facendo da spalla a gruppi come Creed, Everclear, Fuel, Big Wreck, Stabbing Westward e The Watchmen.

### Second Skin, scioglimento (1999-2002)
Al termine del tour, Johnson abbandonò il gruppo (altre fonti dicono che sia stato licenziato. Kennedy precisamente disse: «stiamo solo passando attraverso una serie di cambiamenti interni sia personalmente che professionalmente»). Allo stesso tempo la band ha anche trovato un nuovo manager. La band continua come trio, con Kennedy come unico chitarrista per una serie di festival locali per tutto l'anno seguente. I tre rimanenti membri della band entrarono nello studio del seminterrato di Kennedy a scrivere e registrare in preparazione per il loro prossimo album che verrà inciso durante l'autunno del 2000.
Il loro secondo studio album Second Skin esce nel giugno 2001 e la band torna sulla strada di nuovo, questa volta con Alessandro Cortini nelle vesti di chitarrista e seconda voce. Le limitate vendite di Second Skin dovute ai fallimentari sforzi promozionali e di marketing inducono il gruppo a chiudere i loro rapporti con la Epic nel 2002. La band allora si scioglie ufficialmente poco dopo per inseguire altri interessi.

### Dopo lo scioglimento

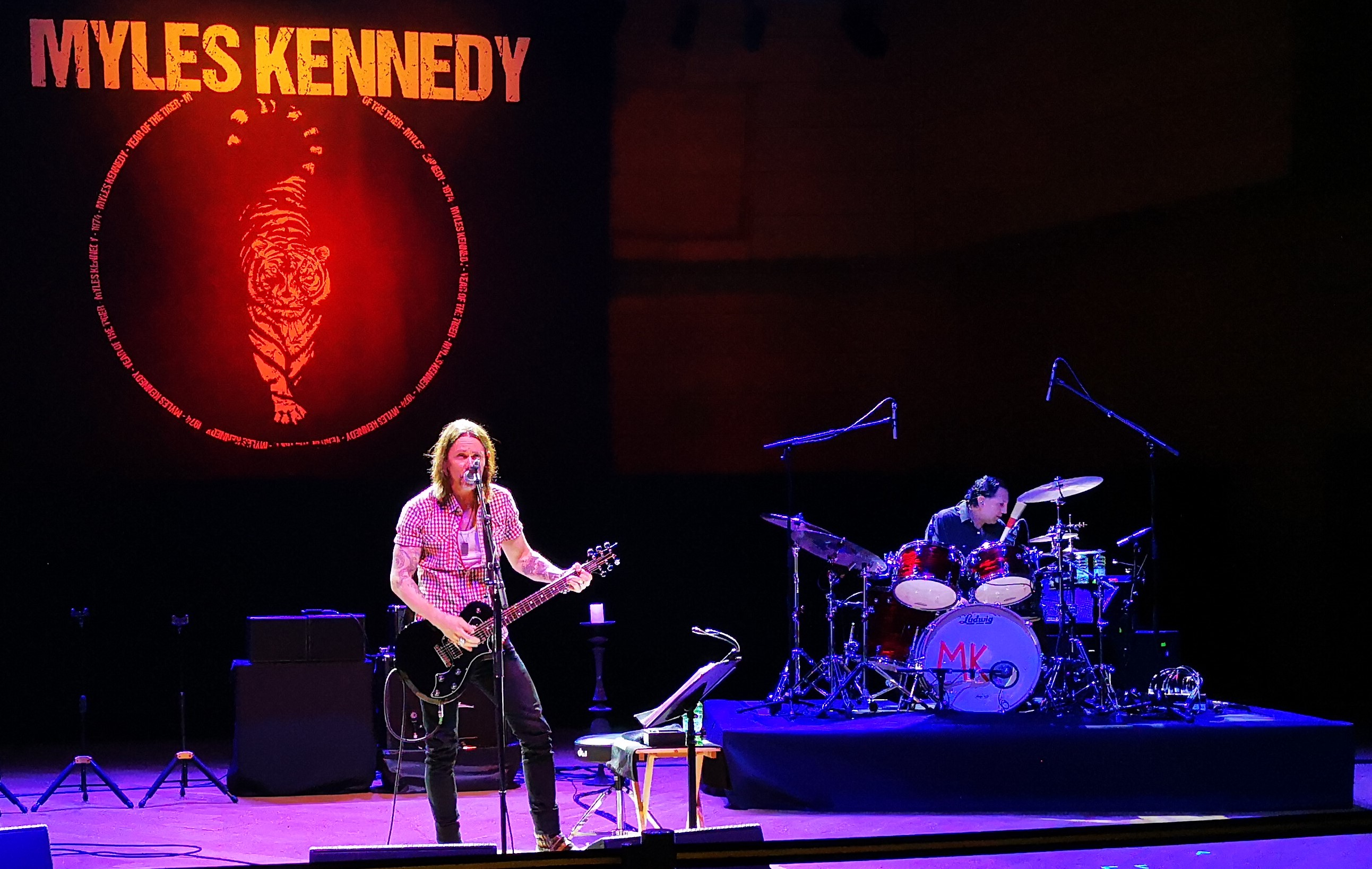
Myles Kennedy e Zia Uddin in concerto a Milano nel 2018

Tutti gli ex-componenti del gruppo sono tuttora coinvolti in altri progetti. Nel 2004 Myles Kennedy formò insieme agli ex-membri dei Creed gli Alter Bridge, dei quali ne è il frontman. A partire dal 2010 è anche il cantante del gruppo solista di Slash, chitarrista dei Guns N' Roses.
Il turnista Alessandro Cortini è stato in tournée Nine Inch Nails come tastierista dal 2005 in poi collaborando nei due album Ghosts I-IV e The Slip. Zia Uddin fa parte degli International Heroes, dopo aver trascorso un periodo nei Modwheelmood, progetto parallelo con Cortini; nel 2018 è inoltre apparso come batterista nell'album da solista di Kennedy, Year of the Tiger, partecipando al relativo tour estivo.
Marty Meisner continua a suonare con Annie O'Neil e Jim Boyd Band. Craig Johnson invece si ritirò dalle scene musicali e divenne agente immobiliare; rimane ucciso in uno scontro armato con la polizia il 16 ottobre 2017.

## Formazione
Ultima
- Myles Kennedy – voce, chitarra solista (1996-2002)
- Marty Meisner – basso (1996-2002)
- Zia Uddin – batteria, percussioni (1996-2002)

Turnisti
- Alessandro Cortini – chitarra ritmica, cori (2000-2002)

Ex-componenti
- Craig Johnson – chitarra ritmica (1996-1999)

## Discografia

### Album in studio
- 1998 – Fallout
- 2001 – Second Skin

### EP
- 1997 – Motion